# Paul Wahl & Co

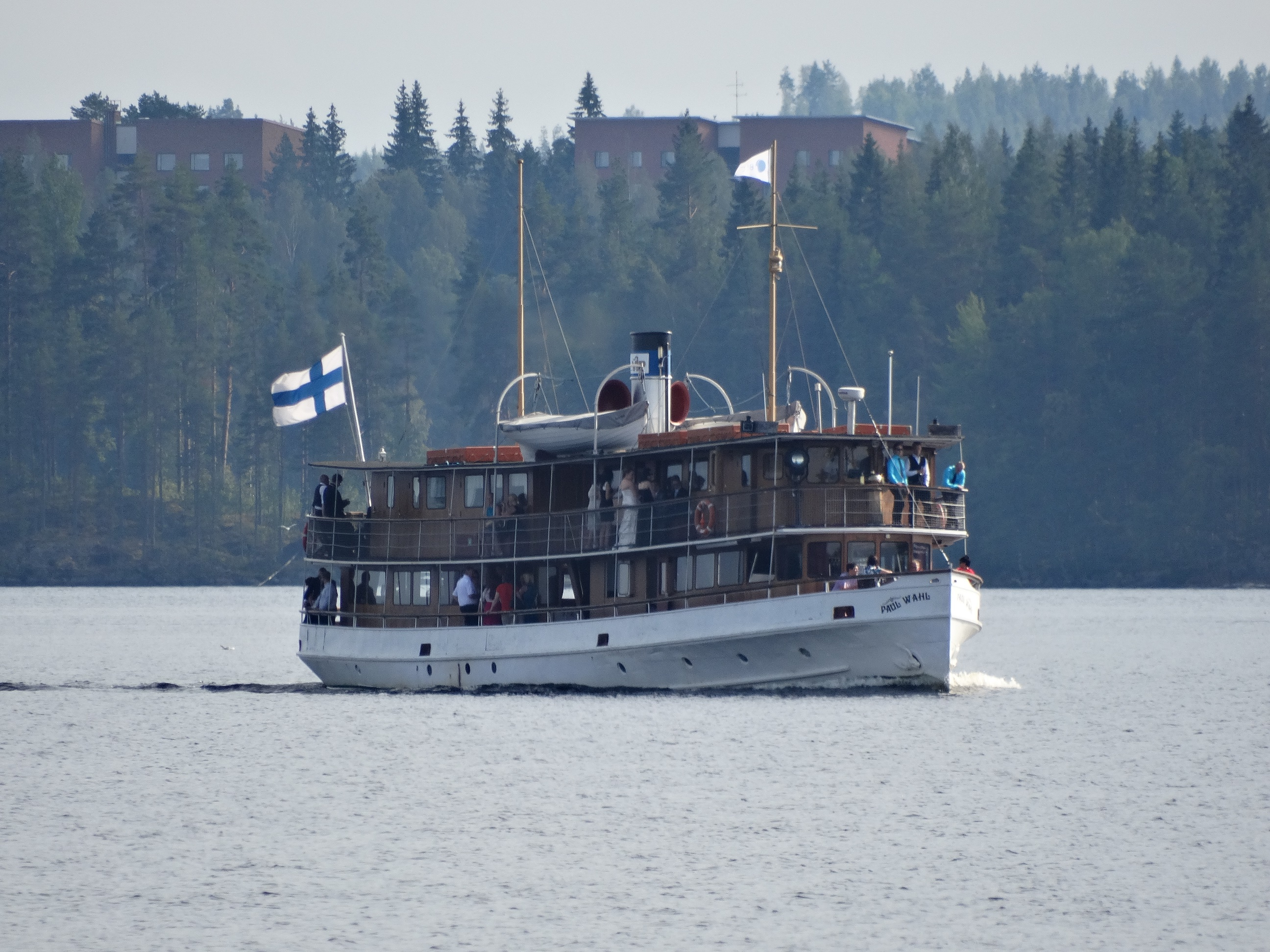
S/S Paul Wahl, byggd 1919 på Varkaus bruk

Paul Wahl & Co var ett finländskt handelshus, grundat 1850, och senare ett aktiebolag.
Paul Wahl drev vid sidan av sitt delägarskap i handelshuset Hackman & Co i Viborg även affärer i eget namn. År 1848 slutade han som delägare i Hackman & Co, och 1850 grundade han det egna handelshuset Paul Wahl & Co i Viborg. Sedan 1834 hade han i kompanjonskap med Erik Johan Längman ägt Warkaus bruk. Kompanjonskapet upphörde 1846, varefter Paul Wahl ensam ägde bruket och senare drev det under handelshusets namn. Han satsade på att utveckla den mekaniska verkstaden vid bruket. och denna blev efter hand den viktigaste industriella delen delen av handelshuset. I övrigt sysslade det huvudsakligen med trävaruhandel och ägde ett tiotal vattensågar i Saimens vattensystem, bland annat landets största, Miettula i Puumala. Handelshusets största företag var Warkaus bruk, men det köpte också andra bruk i östra Finland. Bland annat anlades industrier vid mynningen av Kymmene älv. I Varkaus utvidgades Varkaus bruks maskinverkstad med ett skeppsvarv. Vid Kymmene älvs mynning anlades ångsågar i Anjala och i Hietanen i Kotka, den senare grundad först efter Paul Wahls död 1872.
De tre sönerna Friedrich Wahl (1825–83), Paul Wahl den yngre (1830–75) och Carl Wahl (1838–80) engagerades i  ledande positioner i verksamheten. Friedrich ledde verksamheten i Viborg, Paul den yngre blev chef för Warkaus bruk och Carl svarade för såg- och exportverksamheten i Kotka. Den siste av dem avled 1883, varefter företaget leddes av utomstående anställda. Företaget tömdes efter hand på rörliga medel av ägarna i familjen Wahl, tills bankerna upphörde att ge kredit. År 1909 omvandlades företaget till aktiebolag. Efter svåra motsättningar mellan medlemmar i familjen upplöstes bolaget, vilket ledde till att delar av företaget övertogs av A. Ahlström Oy och delar av W. Gutzeit & Co. Ahlström övertog Warkaus bruk och dess skogsegendomar, medan Gutzeit övertog sågen i Hietanen i Kotka och andra industrier i södra Finland. 
Fabriken Wahlilla i Viborg med tillverkning av elektrisk utrustning, startad i Varkaus 1887 och flyttad till 1888 till Viborg, samt kraftverk och eldistributionsföretaget Elektricitets- och Gasaktiebolag Paul Wahl & Co  övertogs av tyska AEG.

## Byggda fartyg i urval
- 1871 Bogserbåten Ahkera
- 1880 M/S Väinö (troligen)
- 1900 S/S Unnukka, ångslup
- 1903 S/S Laitiala
- 1904 S/S Savonlinna, eller Saimaa Express
- 1904 S/S Leppävirta
- 1904 S/S Savonlinna
- 1906 M/S Legend
- 1906 S/S Orivesi I, numera M/S Legend
- 1907 Bogserbåten Tornator III, numera M/S Kung Sverker
- 1907 S/S Suur-Saimaa
- 1907 S/S Suvi-Saimaa
- 1908 S/S Heinävesi
- 1908 S/S Armas
- 1913 S/S Lokki, passagerarfartyg (A.Ahlströms mekaniska verkstad)
- 1919 S/S Paul Wahl (A.Ahlströms mekaniska verkstad)